# Mönchteich
Der Mönchteich (auch Mönchsteich) ist ein See im Kreis Stormarn im deutschen Bundesland Schleswig-Holstein südöstlich der Ortschaft Lütjensee. Er ist ca. 24 ha groß und bis zu 2,9 m tief.
Der See wird über die Stenzenbek – einen künstlichen Durchstich südlich der Gaststätte Schleushörn – vom Großensee gespeist. Rund um den See führt ein Wanderweg, allerdings im nordwestlichen Teil nicht direkt am See entlang, hier befindet sich eine Brunnenanlage von Hamburg Wasser, die nicht öffentlich zugänglich ist. 